# Coleophora haloxyli
Coleophora haloxyli é uma espécie de mariposa do gênero Coleophora pertencente à família Coleophoridae.